# Palazzo Le Roy

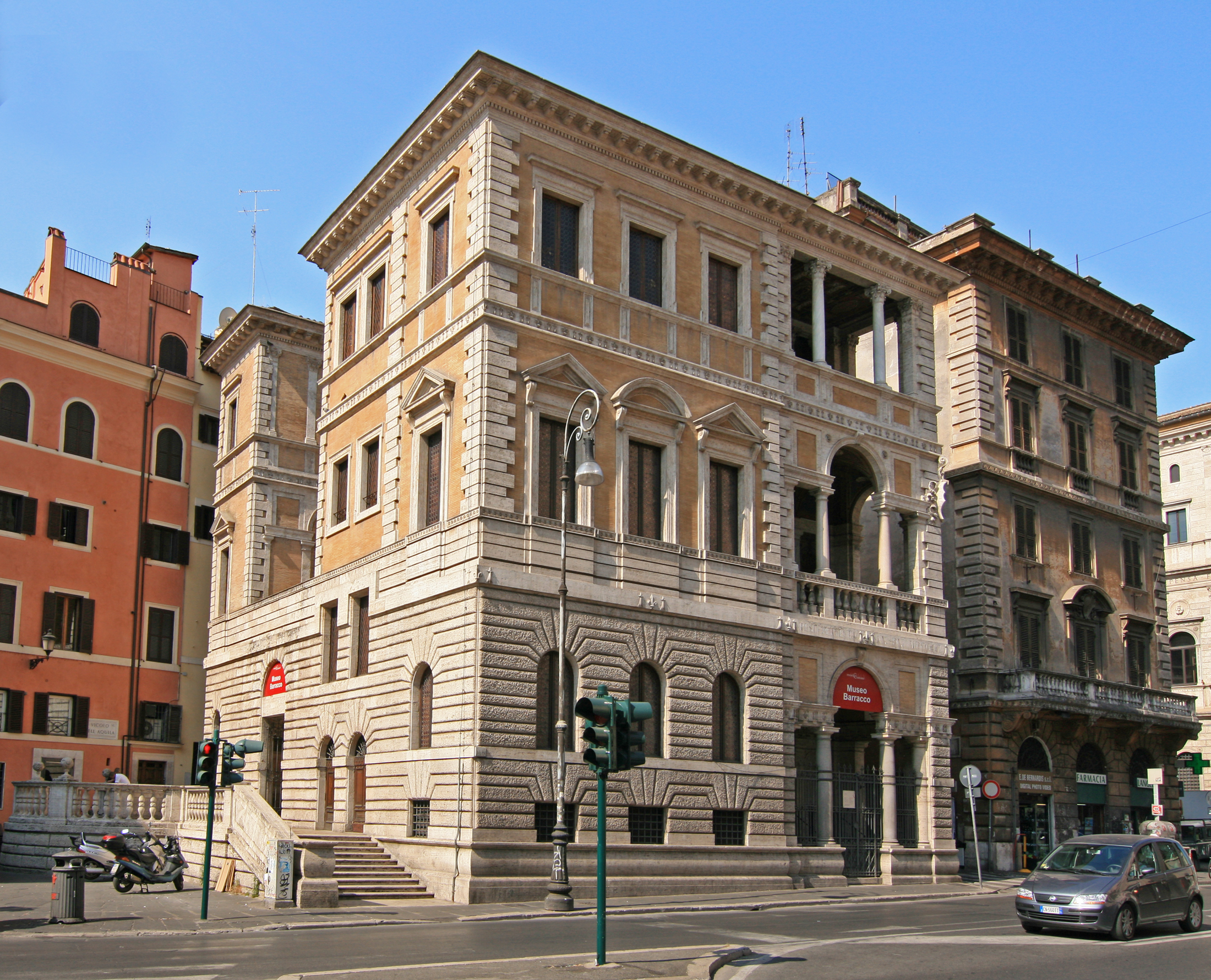
Vista do palácio a partir do Corso Vittorio Emanuele II.

Palazzetto Le Roy, conhecido também como Palazzo della Farnesina ai Baullari ou apenas como Farnesina ai Baullari, é um pequeno palácio localizado na esquina do Corso Vittorio Emanuele II com a Via de' Baullari, no rione Parione de Roma. Atualmente abriga o Museo Barracco. 

## Nome
A relação com os Farnese se deve a uma confusão por causa da presença das flores de lis da Reino da França na cornija que separa o térreo do primeiro piso, que foram confundidos com os da família romana ("Farnesina" significa "pequena casa dos Farnese"). Na realidade, eles são uma referência ao prelado bretão Tommaso Le Roy (latinizado como De Regis), que, como recompensa pela mediação diplomática entre o papa Leão X e o rei Francisco I da França, recebeu permissão para usar em seu brasão, junto aos arminhos da Bretanha, as flores de lis da Casa de Anjou.

## História

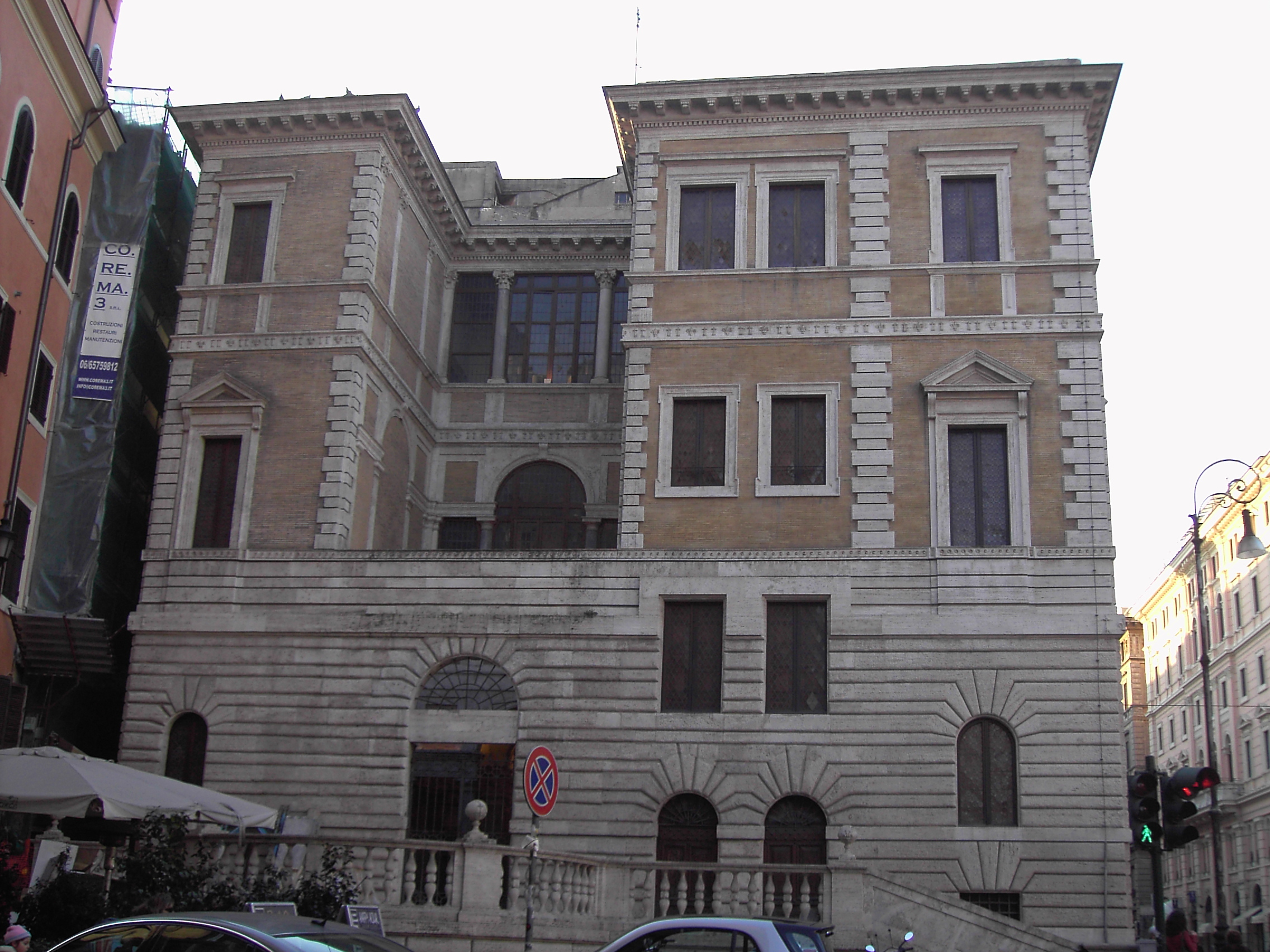
Vista do palácio a partir do Via de' Baullari.

Foi o próprio Le Roy a encarregar Antonio da Sangallo, o Jovem pela construção do palacete, obra que foi depois terminada pelo seu herdeiro, seu sobrinho Raul. Em 1527, durante o saque de Roma pelos lansquenetes, mas foi restaurado. Com a morte de Raul Le Roy em 1546, a propriedade passou para seu filho Francesco, que o deixou para seu irmão, Pedro, que, por sua vez, o vendeu a Sigismondo Martignoni. Em 1578, seu proprietário era Camillo Bucimazza, que o passou por herança ao seu irmão Alessandro, um monge beneditino, que deixou-o ao mosteiro de San Paolo fuori le Mura. Depois de uma série de processos, a propriedade acabou voltando aos Le Roy, que venderam o complexo em 1671 para os Silvestri, que viveram ali até o início do século XIX, mais tarde o edifício passou para o conde Linotte, aos Iorio, aos Turrios e aos Baldassarri. Na época da abertura do Corso Vittorio Emanuele II, o edifício foi inicialmente destinado à demolição, mas depois foi comprado pela Comuna de Roma e acabou salvo em parte. Foram demolidos apenas as estruturas ligadas à fachada que atrapalhavam a abertura da nova via, enquanto as demais foram deixadas intactas: a fachada de frente para a Vicolo dell'Aquila, atualmente a principal, se ergue dos dois lados do edifício, e apresenta uma base no térreo com um revestimento rusticado interrompido por um portal, duas ordens de janelas arqueadas e pequenas janelas emolduradas por silhares, com o térreo separado do piso nobre por uma faixa decorada por motivos heráldicos.
A fachada de frente para a Via dei Baullari é caracterizada por uma lógia central e por uma série vertical de janelas duplas que destacam a presença da nova escada, necessária por causa do novo nível da rua a nova fachada no Corso Vittorio Emanuele II foi construído por Enrico Guj em 1904, criando uma fachada seguindo o estilo das outras re-utilizando seus elementos. Durante as obras de re-estruturação, foi descoberto um pátio interno porticado com aparência e decoração de um antigo edifício romano, provavelmente do século IV; supõe-se que seria o estábulo de uma das quatro facções romanas de cavaleiros que se exibiam no Estádio de Domiciano. Depois de restaurado o palácio, hospedou alguns escritórios do Capitólio e a redação histórica revista "Capitolium". Em seguida, para lá foi transferido o Museo Barracco, cuja sede foi demolida pela mesma obra de abertura do Corso. A coleção do museu conta com esculturas egípcias, assírias e fenícias amealhadas pelo barão Giovanni Barracco e foi doada à Comuna de Roma em 1902. Anexos ao museu são a Biblioteca Barracco e a biblioteca de Ludovico Pollak, arqueólogo e primeiro diretor do museu em sua sede original.